# David Gould (baloncestista)
David Ian Gould (Adelaida, 19 de abril de 1965) es un jugador paralímpico de baloncesto en silla de ruedas y entrenador australiano.
Gould formó parte del equipo nacional masculino de baloncesto en silla de ruedas de Australia en los Juegos Paralímpicos de Nueva York y Stoke Mandeville 1984, Seúl de 1988, Barcelona de 1992, Atlanta de 1996 y  Sídney de 2000. Fue el máximo goleador de los Juegos Paralímpicos de Seúl de 1988,  y ganó una medalla de oro como parte del equipo ganador de 1996, por la que se le concedió la Medalla de la Orden de Australia. En 2000, recibió la Medalla Deportiva Australiana. Se retiró después de los Campeonatos Mundiales de 2002 en Kitakyushu, Japón, pero posteriormente se convirtió en entrenador asistente del equipo nacional femenino de baloncesto en silla de ruedas de Australia en los Juegos Paralímpicos de Londres 2012, donde ganó la plata.

## Vida personal
David Ian Gould nació en Adelaida el 19 de abril de 1965. Es el menor de tres hermanos. Asistió a la Escuela Primaria Croydon Park y a la Escuela Secundaria Croydon en Adelaida. En julio de 1977, se quedó parapléjico debido a un accidente de tiro casi mortal.
Gould venía de una familia de deportistas; su hermana jugaba al netball y su hermano al baloncesto. Empezó a jugar al baloncesto a la edad de siete años, y también jugó al cricket en su escuela. Fue seleccionado para el equipo de baloncesto sub-12 de Australia Meridional cuando tenía once años, y jugó contra Andrew Gaze en una serie contra Victoria. Después de su accidente, comenzó a entrenar a los jóvenes de baloncesto.

## Baloncesto

### Equipo estatal
Cuando Gould tenía 15 años, se introdujo en el deporte del baloncesto en silla de ruedas. Fue elegido para representar a Australia del Sur en 1982, y anotó el tiro ganador que hizo que su equipo ganara el campeonato australiano. Australia del Sur terminó subcampeón en 1983. Aunque cayó al cuarto lugar en 1984, Gould fue el mejor y más justo del equipo, y fue seleccionado en el All Star Five. Fue el Jugador Más Valioso en 1985, y fue el máximo anotador de puntos cada año desde 1984 hasta 1991. Australia del Sur volvió a ganar el campeonato nacional en 1986, con Gould como su mejor y más justo jugador, y parte del All Star Five. Fue seleccionado para el All Star Five de nuevo cada año desde 1986 a 1992. Australia del Sur fue subcampeón en 1987 y 1988, y ganó en 1989, 1990 y 1991.
El equipo de Australia del Sur de Gould, ahora conocido como Adelaide Thunder, ganó el campeonato de la Liga Nacional de Baloncesto en Silla de Ruedas (NWBL) en 1993. En 1994, con Gould como vicecapitán, el equipo fue campeón invicto, y recibió el premio Carlton United Disabled Sports Star Award. En 1995, los Adelaide Thunder ganaron el campeonato de la liga por tercer año consecutivo, y Gould fue votado el Jugador Más Valioso de la liga. Jugando para Australia del Sur en los Juegos Nacionales de Sídney en abril de 1996, fue subcampeón como Jugador Más Valioso y Máximo Goleador, y seleccionado en el equipo All Star Five, a pesar de haber jugado únicamente en cuatro de los siete partidos.
Dejado de lado durante la mayor parte de la temporada de 1997 debido a una lesión, Gould fue todavía subcampeón de la tabla de puntaje, promediando 25,9 puntos por juego, y una vez más fue nombrado parte del All Star Five. Al año siguiente formó parte del equipo de 3 en 3 de Australia del Sur que ganó un torneo en Himeji, Japón. Se convirtió en el capitán del Adelaide Thunder en 1999, y fue una vez más su máximo anotador de puntos y su jugador más valioso. Fue nombrado para el All Star Five de la liga en 1998 y de nuevo en 2000.

### Equipo nacional

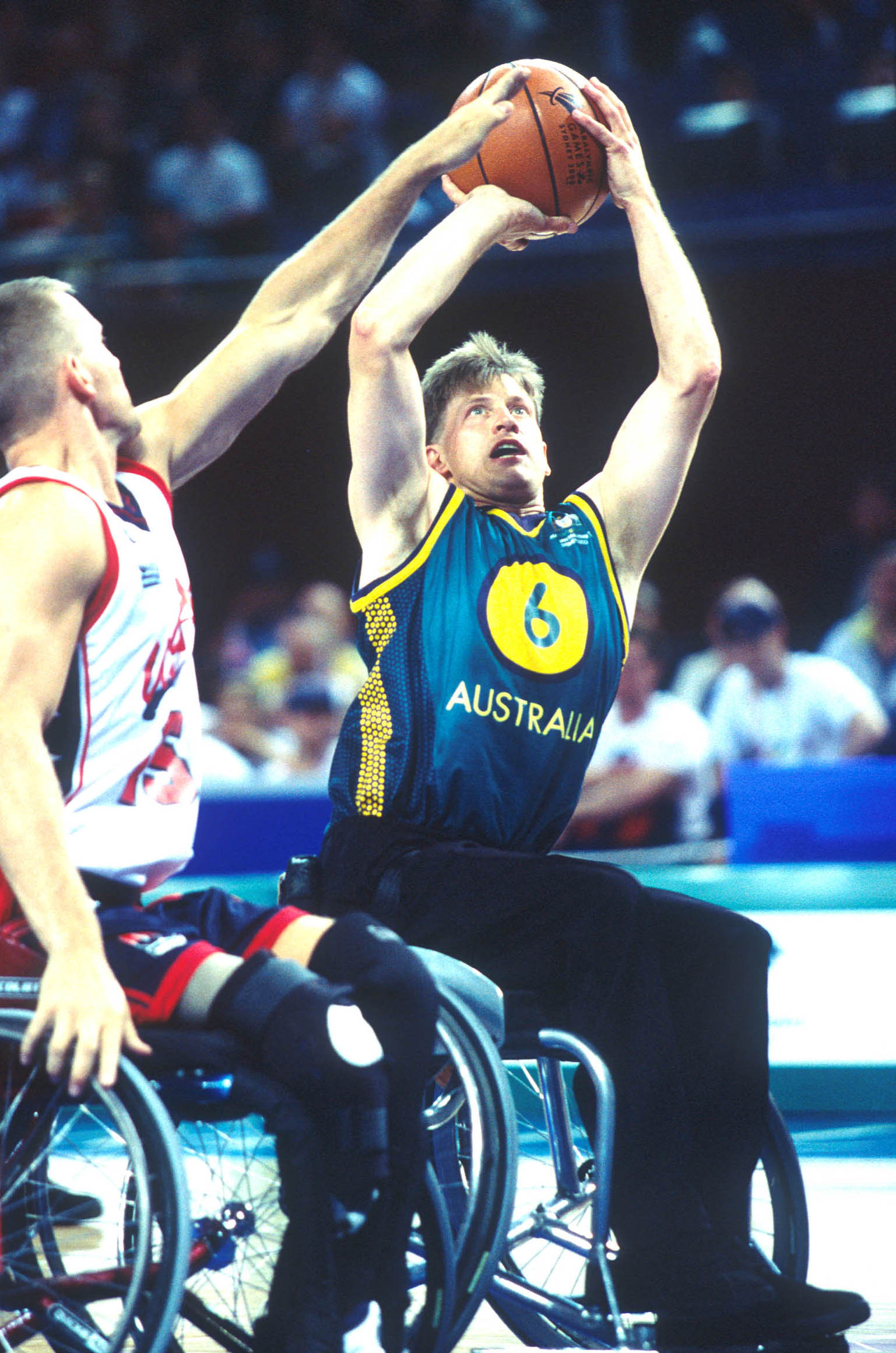
Gould in action during competition at the 2000 Sydney Paralympics

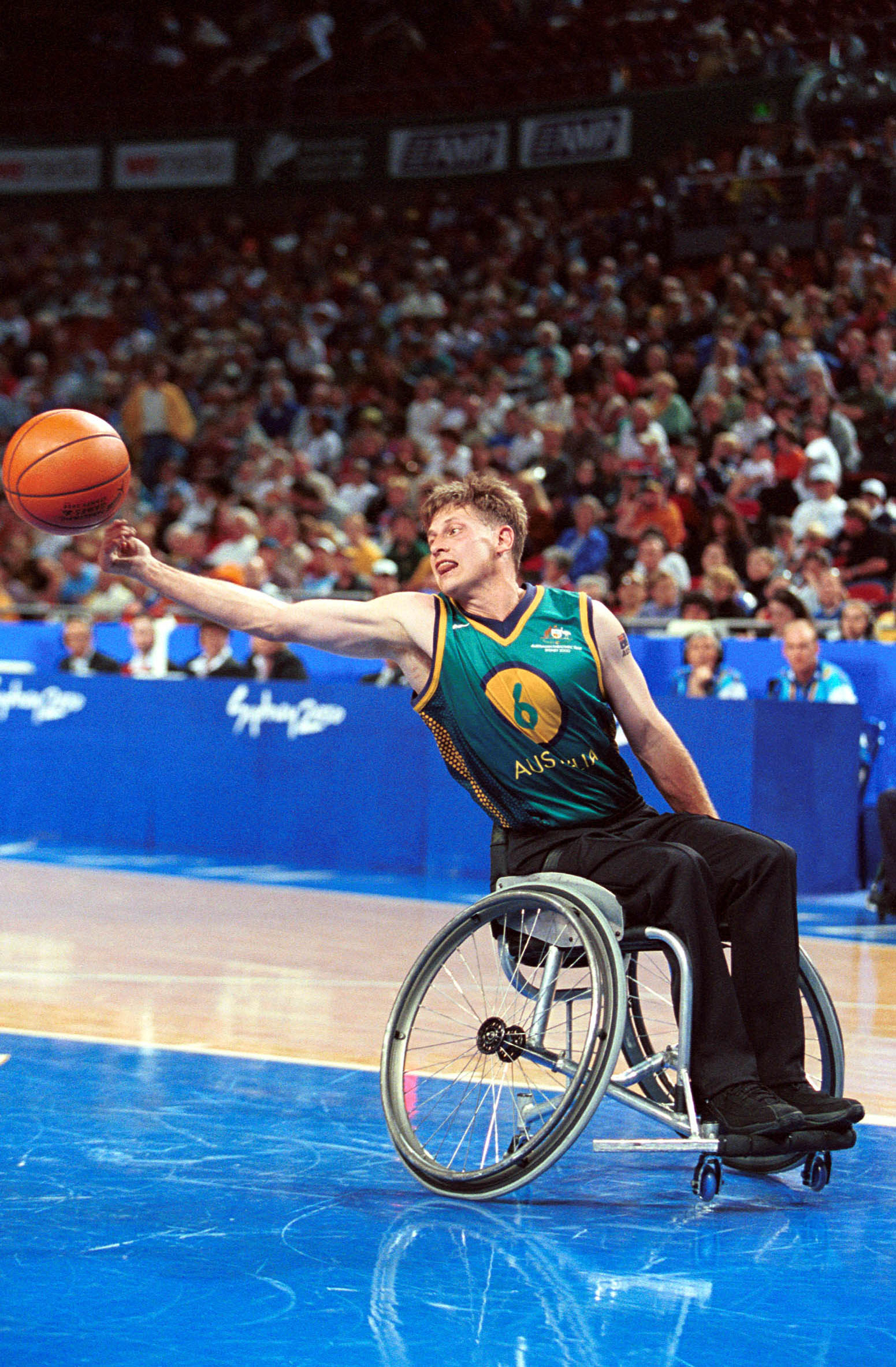
Gould reaches for the ball during a match at the 2000 Sydney Paralympics

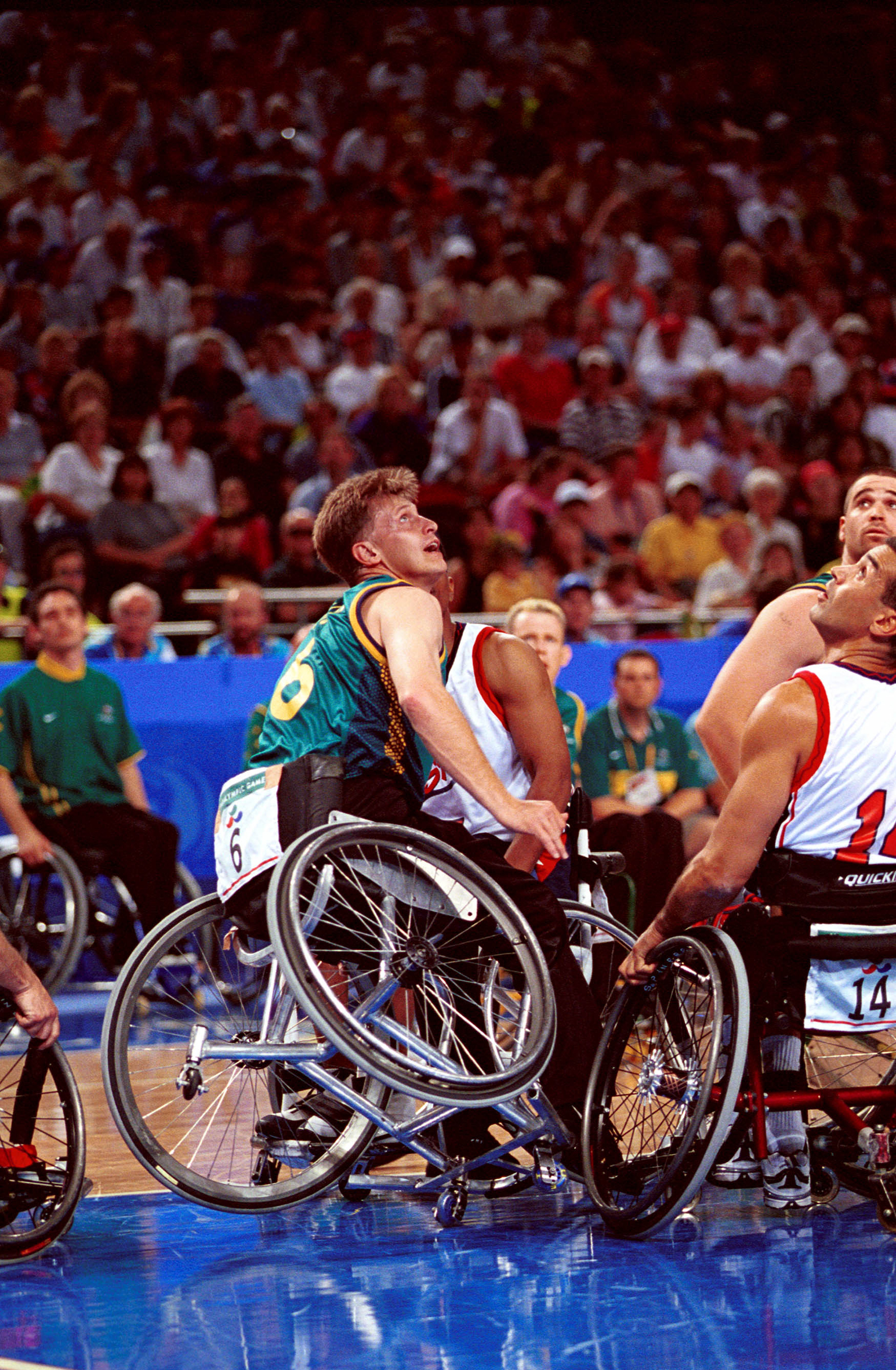
La silla de ruedas de Gould se levanta del suelo durante un partido de los Juegos Paralímpicos de Sídney 2000.

Gould entró en el equipo nacional masculino de baloncesto en silla de ruedas de Australia en 1983, y jugó en los Juegos Paralímpicos de Nueva York y Stoke Mandeville 1984, donde el equipo australiano terminó en el undécimo lugar, su mejor actuación de la historia.  En 1985, jugó en los Juegos de Stoke Mandeville, ganando una medalla de bronce. Los australianos terminaron décimos en el Campeonato Mundial de Baloncesto en Silla de Ruedas en Melbourne en 1986, que fue una vez más su mejor actuación, y luego pasó a ganar la medalla de oro en los Juegos de Stoke Mandeville de ese año. En sus segundos Juegos Paralímpicos, los Juegos Paralímpicos de Seúl 1988, donde Australia terminó en décimo lugar, fue capitán del equipo australiano que jugó en los Campeonatos Mundiales de Brujas en 1990. Los australianos recorrieron los Estados Unidos en 1991, y jugaron en los Juegos de Stoke Mandeville. Al año siguiente asistió a sus terceros Juegos Paralímpicos, los de  Barcelona 1992, donde el equipo terminó séptimo, y él fue el máximo reboteador ofensivo.
En 1994, Gould representó a Australia en el torneo de clasificación para la Copa de Oro en Teherán, y posteriormente fue vicecapitán del equipo de la Copa de Oro que terminó en sexto lugar en Edmonton más tarde ese año. Fue capitán del equipo australiano en el Torneo de Calificación Paralímpica en Japón, donde el australiano se clasificó y fue el máximo anotador del torneo. Fue capitán del equipo nacional en los Juegos Paralímpicos de Atlanta 1996 donde, por primera vez, el equipo australiano ganó una medalla de oro paralímpica, por lo que se le concedió una Medalla de la Orden de Australia en los Honores del Día de Australia en enero de 1997.
Gould fue cocapitán del equipo nacional, ahora conocido como los Rollers, en los Campeonatos Mundiales de Baloncesto en Silla de Ruedas en Sídney en 1998, donde terminó en cuarto lugar, y en el torneo de seis naciones de la Copa Roosevelt en los Estados Unidos, donde los Rollers terminaron en sexto lugar. Llevó la antorcha olímpica en los Juegos Olímpicos de 2000 en Sídney, y posteriormente llevó la antorcha para los Juegos Paralímpicos de 2000 en Sídney, sus quintos Juegos Paralímpicos. Jugó con los Rollers, que quedaron en quinto lugar. En 2000, recibió una Medalla Deportiva Australiana por sus «muchos años de servicio al movimiento paralímpico como atleta de baloncesto». Se retiró de la práctica del baloncesto internacional después de los Campeonatos Mundiales de 2002 en Kitakyushu, Japón. Cuando se estableció el Desarrollo Nacional de Baloncesto en Silla de Ruedas en 2010, uno de sus cuatro equipos se llamó David Gould Whites en su honor.

## Entrenador
Gould volvió a entrenar, y se convirtió en entrenador del equipo femenino de menores de 10 años del Club de Baloncesto del Distrito de Adelaida Norte en 2006, y luego en el de menores de 18 años en 2008. Después ejerció de entrenador del Adelaide Thunder en 2009. En 2011 se convirtió en entrenador a tiempo completo en el marco del Programa de Entrenadores con Becas de la Comisión Australiana de Deportes. Al año siguiente regresó a los Juegos Paralímpicos como entrenador asistente del equipo nacional femenino de baloncesto en silla de ruedas de Australia, conocido como los Gliders, en los Juegos Paralímpicos de Londres 2012, donde ganó la plata, y actuó como su entrenador principal en la Copa de Osaka en Japón en febrero de 2013. Además de ser asistente del entrenador de los Gliders, actualmente es asistente del entrenador del equipo masculino de baloncesto en silla de ruedas Sub-23 de Australia, y entrenó al equipo femenino Sub-25 en el Campeonato Mundial de Baloncesto en Silla de Ruedas Sub-25 de 2015 en Pekín. En agosto de 2016, sucedió a Tom Kyle como entrenador de los Gliders.